# Nanorrhinum acerbianum
Nanorrhinum acerbianum är en grobladsväxtart. Nanorrhinum acerbianum ingår i släktet Nanorrhinum och familjen grobladsväxter.

## Underarter
Arten delas in i följande underarter:
- N. a. acerbianum
- N. a. montanum